# Rio Crixás-Açu
Rio Crixás-Açu är ett vattendrag i Brasilien.   Det ligger i delstaten Goiás, i den centrala delen av landet, 400 km nordväst om huvudstaden Brasília.
Omgivningen kring Rio Crixás-Açu är huvudsakligen savann. Området är nästan obefolkat, med mindre än två invånare per kvadratkilometer.